# Polystomellina
Polystomellina es un género de foraminífero bentónico de la subfamilia Faujasininae, de la familia Elphidiidae, de la superfamilia Rotalioidea, del suborden Rotaliina y del orden Rotaliida. Su especie tipo es Polystomella (Polystomellina) discorbinoides. Su rango cronoestratigráfico abarca el Plioceno.

## Clasificación
Polystomellina incluye a las siguientes especies:
- Polystomellina discorbinoides †
- Polystomellina miocenica †

Otras especies consideradas en Polystomellina son:
- Polystomellina clathrata, aceptado como Notorotalia clathrata
- Polystomellina patagonica, aceptado como Notorotalia patagonica